# Vis (sziget)
Vis (ejtsd: visz, olaszul Lissa) horvátországi sziget az Adriai-tenger dalmáciai részén, a szárazföldtől 44 km-re fekszik.

## Fekvése
Splittől nyugatra, az Adriai-tengerben található.

## Földrajza
Vis szigetének éghajlata enyhe, az évi középhőmérséklet +16 °C. A sziget növényzete délszaki. A pálmák, a kaktuszok, az agávék és más délszaki növények vadon teremnek.

## Története
Vis szigetének első lakói az illírek és a görög pelaszgok voltak. Az i. e. 390-ben itt alapították meg Isszát, a siracusai görögök első kolóniáját, majd az isszaiak csakhamar további kolóniákat is alapítottak. Ők teremtették meg a mai Trogir, Stobrec és Korčula szigeti Lumbarda ősi településeit. Később a sziget lakói az illírek ellen Róma védelmét kérték. A pun háborúk, valamint a Julius Caesar és Pompeius közötti háborúk során Rómának nyújtott segítségért már korán elnyerték a római kolónia jogállását. Stratégiai helyzete miatt Lissa szigete állandó hatalmi vetélkedések tárgya volt. 996-ban a velenceiek, 1483-ban a spanyolok, 1571-ben Ulusz Ali török kalózvezér pusztították el. Eközben hol Bizánc, hol a magyar királyok, vagy a Raguzai Köztársaság vagy éppen Velence kezén volt. A Velencei Köztársaság bukása (1797) után, a Campo Formió-i békeszerződés értelmében a sziget Dalmáciával együtt a Habsburg Birodalomnak jutott, és az ekkor megalapított Dalmát Királyságnak, mint osztrák koronatartománynak része lett. Az osztrák fennhatóság alatt továbbra is a sziget olasz nevét (Lissa) használták. A harmadik koalíciós háború után, 1805-ben a pozsonyi békeszerződésben a szigetet Dalmáciával és Illíriával együtt Napóleon szerezte meg, és 1809-ben a Illír tartományokhoz (Provinces illyriennes) csatolta.
1811-ben Napóleon császár admirálisa, Bertrand du Bourdie súlyos vereséget szenvedett itt a túlerőben levő brit flottától, amely ez időtől kezdve megszállva tartotta a szigetet. Később a brit flotta kapitányáról, Sir William Hoste-ról (1780–1828) nevezték el a Visi-öböl bejárata előtt fekvő kis szigetet is. Vis magaslatán ma is a britek által épített erődök emelkednek. A szigetet később különböző birtokosai úgy megerősítették, hogy kiérdemelte az Adria Máltája nevet. A bécsi kongresszus (1814) után a szigetet ismét az Osztrák Császárság szerezte meg, ettől kezdve egészen 1918-ig a dalmát koronatartományhoz tartozott. 1866-ban Tegetthof osztrák admirális itt, Vis (Lissa) szigete mellett vívta meg az olasz hajóhadra végzetes lissai tengeri csatát. A második világháború idején Josip Broz Titónak alatt partizán-parancsnoki harcállása volt a szigeten egy barlangban, a puszta barlang ma látogatható. Később a második világháborút követő jugoszláv időkben egy barlang belsejében tengeralattjáró-kikötőt építettek, amely a hajóknak a víz alatt volt megközelíthető. Ma kirándulásokat szerveznek a Vis városa melletti barlanghoz. A jugoszláv állam felbomlásáig a sziget gyakorlatilag nem volt látogatható.

## Lakossága

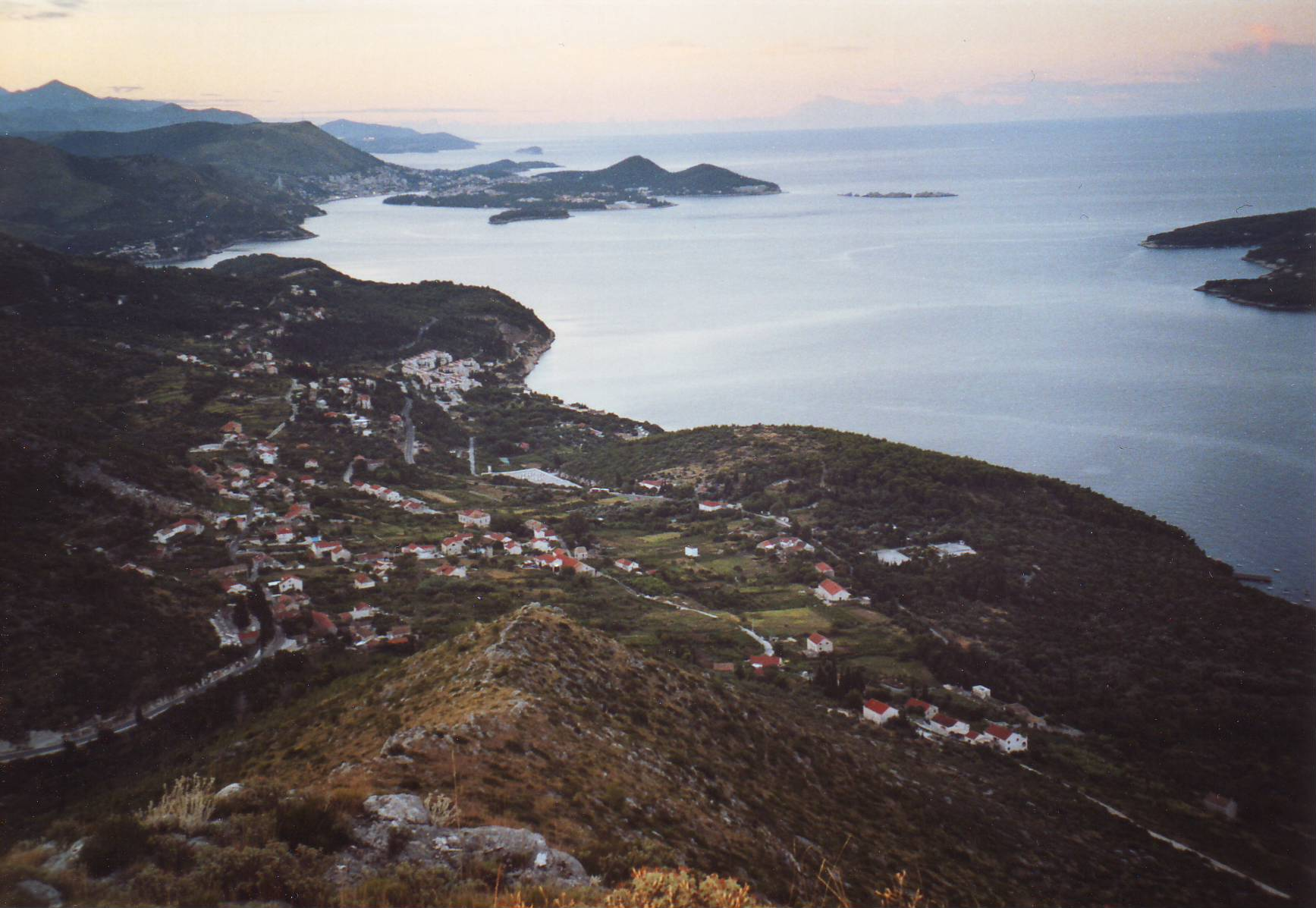
Kilátás a tengerre Vis szigetéről

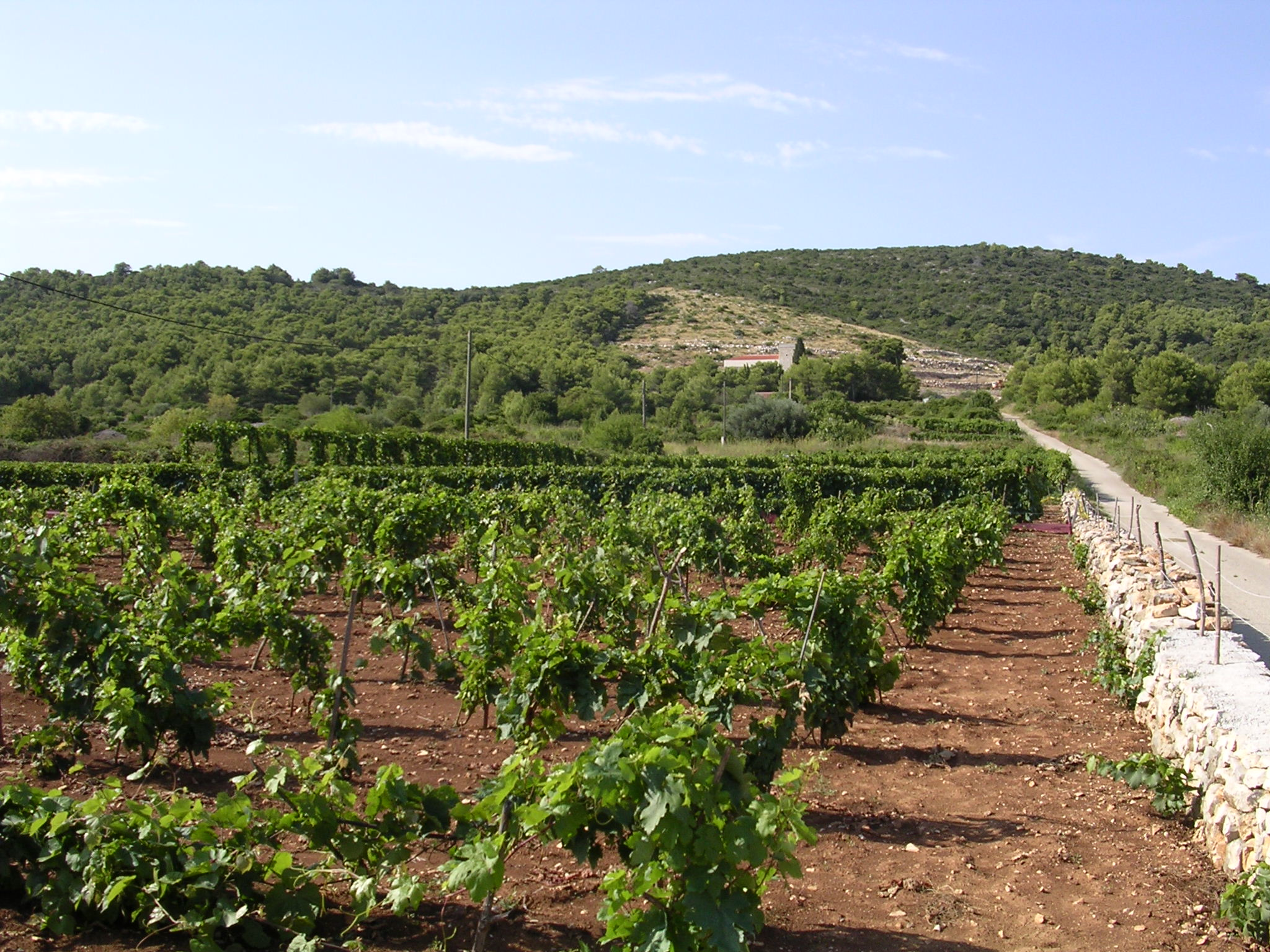
Visi szőlőtőkék

A sziget lakosai halászok és szőlőtermelők. Híresek borai: a vörös opol és a plavac, valamint a fehér vugava.

## Települései
- Vis
- Komiža

## Közlekedés
Splitből a hajó típusától függően (katamarán vagy komp) kb. 1,5 - 2,5 órányi hajóúton érhető el.